# Alvera Mukabaramba
Alvera Mukabaramba (Ruanda, 1 de març de 1960) és una pediatra i política de Ruanda, que ha estat Ministre d'Estat de Govern Local Responsable d'Afers Socials al govern de Ruanda, des del 10 d'octubre de 2011.
Va estudiar a la Universitat Estatal Mèdica Pavlov de Sant Petersburg, a Sant Petersburg, Rússia, es va graduar amb un títol mèdic. Es va especialitzar en pediatria, i la universitat la va atorgar un Doctorat de Filosofia en la matèria.
La seva carrera política va començar el 1999, quan va ser escollida membre de l'Assemblea Nacional de Transició, que va servir fins a 2003. Des de 2003 fins a octubre de 2011, va ser Senadora del parlament bicameral de Ruanda. Llavors, el 10 d'octubre de 2011, va ser nomenada Ministra d'Afers Socials i Desenvolupament Comunitari del Ministeri de Govern Local, en que va substituir Christine Nyatanyi, que va morir en un hospital de Brussel·les. Des de llavors, ha conservat la seva cartera en les diferents reestructuracions del gabinet, inclosa la del 31 d'agost de 2017.
És membre del Partit pel Progrés i la Concòrdia (PPC). Ha optat dues vegades per a la presidència de Ruanda. La primera vegada va a les eleccions presidencials ruandeses de 2003, però es va retirar i va deixar pas a Paul Kagame. Es va tornar a presentar a les eleccions presidencials ruandeses de 2010, però només va obtenir 20.107 vots (el 0,40 %).
El 2012, va ser elegida com a nova presidenta del "Fòrum Ruanda per a Partits Polítics" (FFFP), una organització que reuneix tots els partits polítics del país per fomentar la unitat nacional.